# Zvonička Dačická
Zvonička Dačická je zvonice umístěná v malém parku na ulici Dačická v Horních Měcholupech v Praze.

## Další informace
Při výstavbě sídliště, bylo v roce 1977 bylo rozhodnuto postavit novou dřevěnou zvoničku na hranici starých a nových Horních Měcholup. Autorem nové zvoničky, zkolaudované nakonec až v roce 1990, je český designer Antonín Hepnar. Průtahy ve výstavbě zvoničky byly způsobeny tehdejšími komunistickými úřady, pro které se zvonička nezdála ideově vhodná. Po vandalském činu byla zvonička poškozená a v roce 2016 byla zvonička opět opravena. Zvonička vyzvání každý den ve 12:00 a 18:00.
První (bývalá) kaplička se zvonem byla na Hornoměcholupské návsi zbudována asi roku 1881. Svému účelu sloužila až do května 1978, kdy bylo rozhodnuto o zboření, protože zde mělo vyrůst nové sídliště. Zvon ze staré zvoničky byl umístěn do nové zvoničky.

## Galerie

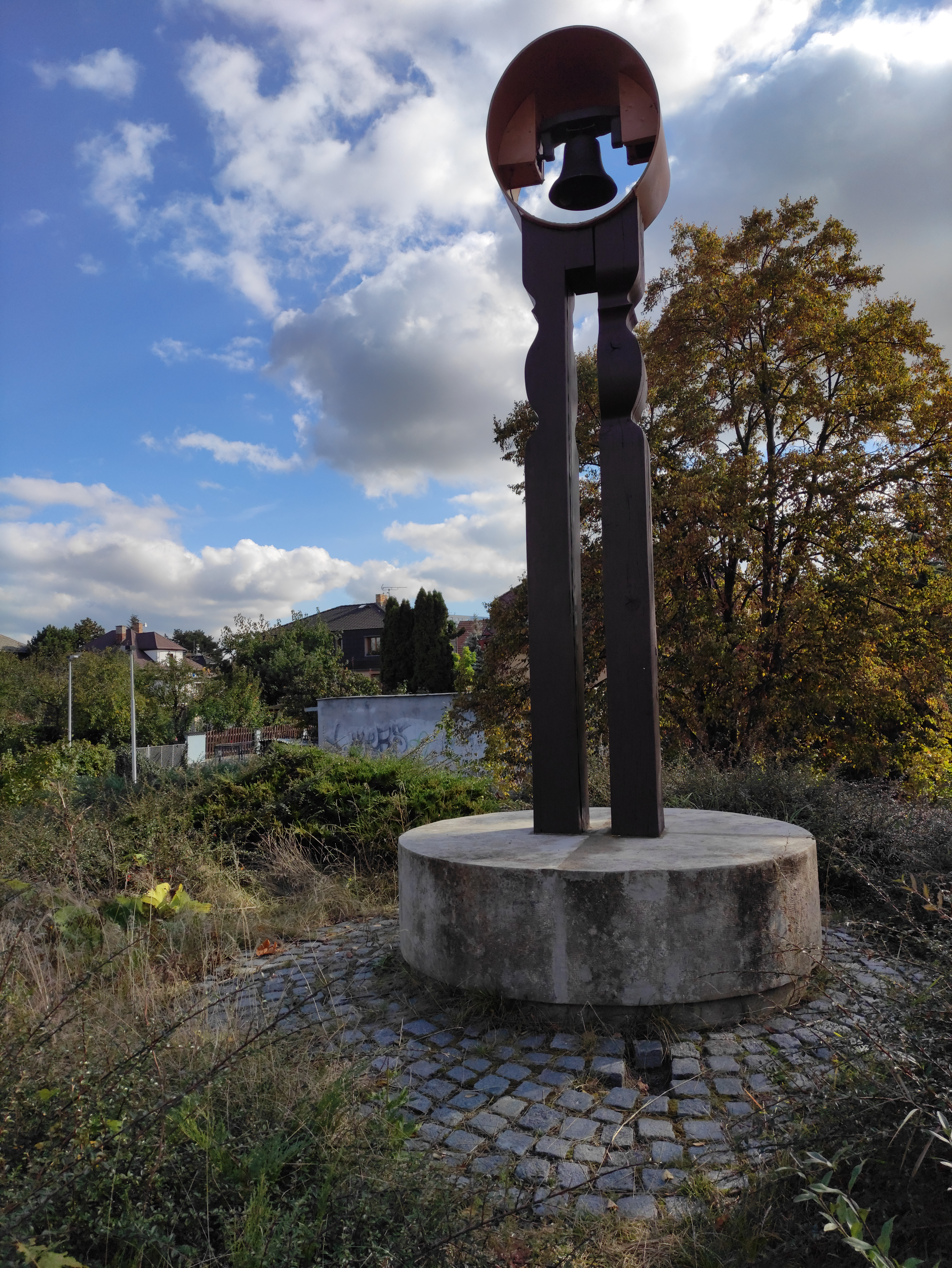
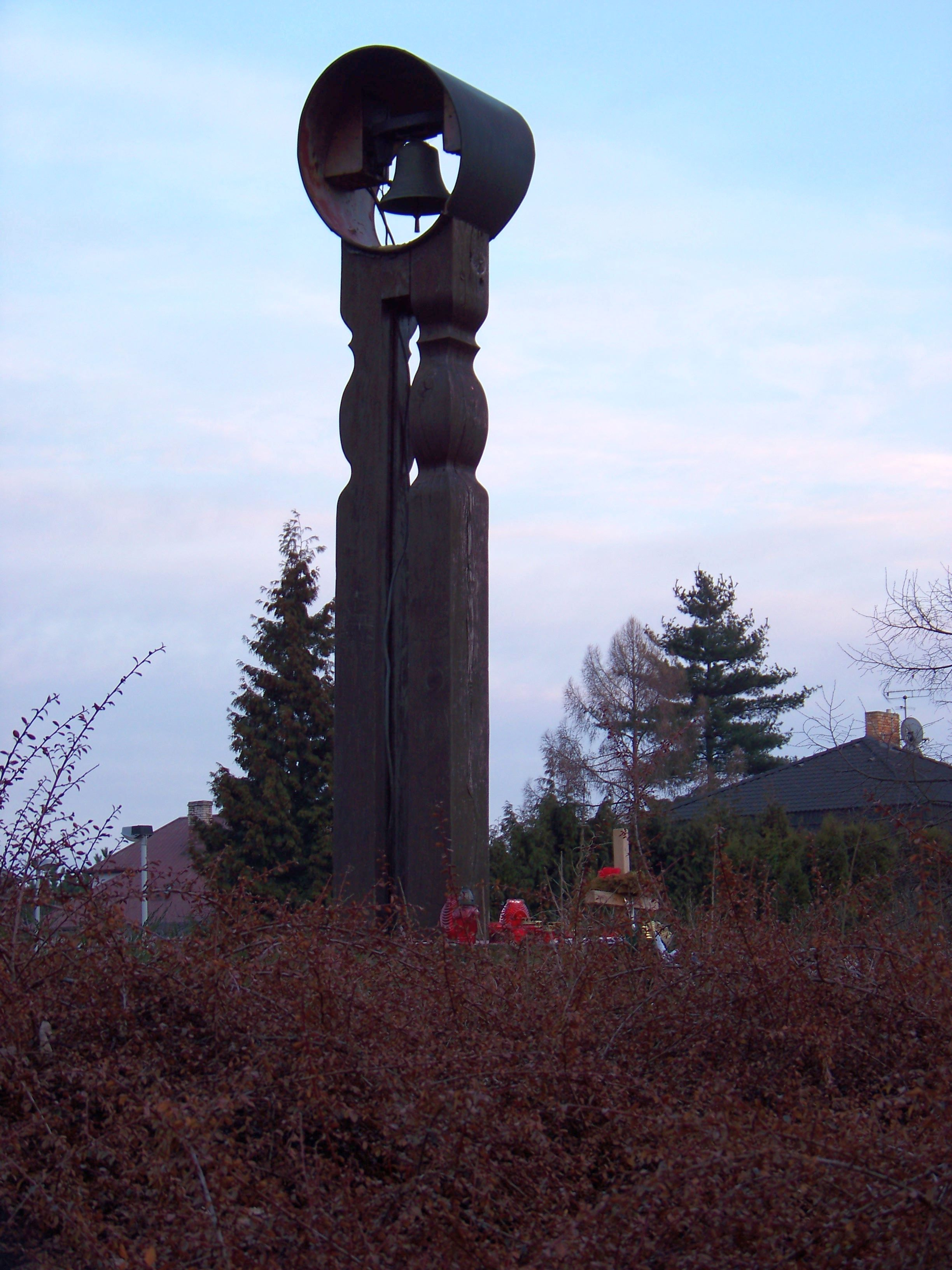
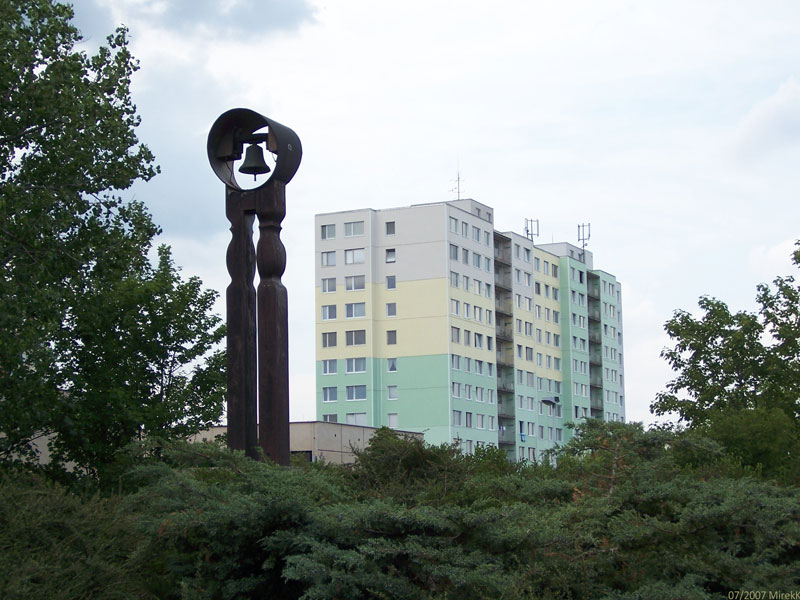
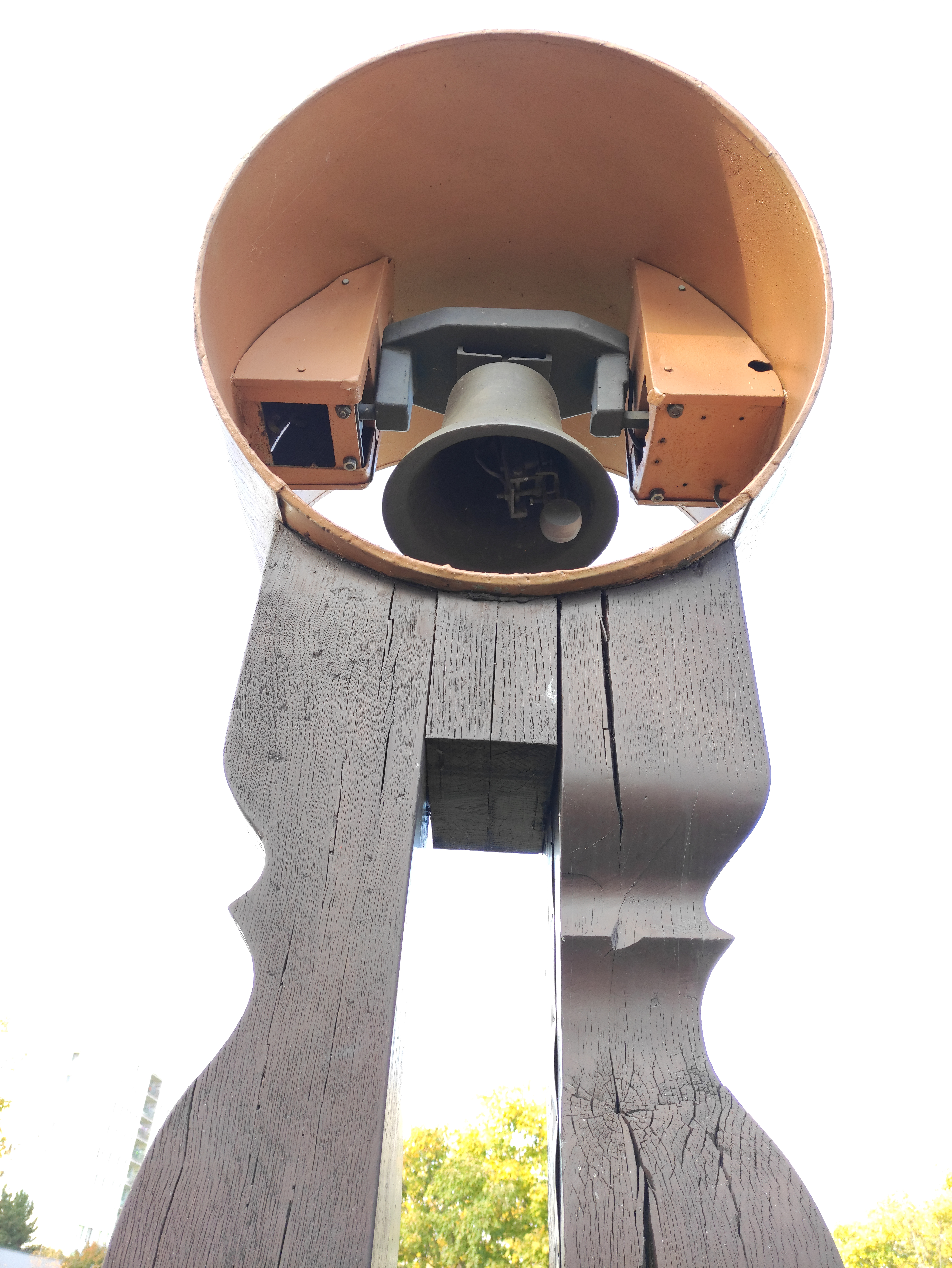